# Orodromeus makelai
Orodromeus makelai és una espècie de dinosaure hipsilofodont que va viure al Cretaci superior (Campanià), fa uns 75 milions d'anys, en el que actualment és Nord-amèrica. Era un petit herbívor que probablement va coexistir amb dinosaures com el daspletosaure i l'einiosaure. Les seves restes fòssils es van trobar a Montana, Estats Units. Orodromeus makelai, l'espècie tipus, va ser descrita per Horner i Weishampel l'any 1988.
S'ha especulat que aquest animal pot haver excavat com el seu parent Oryctodromeus.

## En la cultura popular
Orodromeus apareix al tercer episodi de la sèrie de televisió de Discovery Channel Dinosaur Planet, en el que apareix vivint en ramats i caçat per un grup de Troodon.